# Salomonöarna i olympiska sommarspelen 2004
Salomonöarna deltog i de olympiska sommarspelen 2004 med en trupp bestående av två deltagare, en man och en kvinna, men ingen av landets deltagare erövrade någon medalj.

## Friidrott
Herrarnas 100 meter:
- Francis Manioru
  - Omgång 1: 11.05 s (7:a i heat 8, gick inte vidare, 69:a totalt)

Damernas 100 meter:
- Jenny Keni
  - Omgång 1: 12.76 s (8:a i heat 5, gick inte vidare, 84:a totalt)